# Hjärtums IS
Hjärtums IS är en idrottsförening i Hjärtum i Lilla Edets kommun.

## Historia
Klubben bildades 12 september 1942. I början av 1930-talet hade Hjärtums IF både bildats och lagts ned. 
Storhetstiden var på 1980-talet, då klubben låg i div. 4 och som bäst kom 4:a 1987. Därefter har A-laget som lägst spelat i div. 7, men spelar nu i div. 6 i den så kallade Trollhättesexan.
Förutom fotboll har klubben verksamhet i badminton. Sektionerna för handikappidrott och skidor är nedlagda .

## Talanger
De största talanger som fostrats i klubben är Lars-Inge Johansson, som spelade i IFK Göteborg 1976, och Åke Johansson, som tog SM-guld med Örgryte IS 1985.